# ضریب بهره روشنایی
بهرهٔ روشنایی هر چراغ در هر محیط مشخص، با میزان بازتاب نور از جهات مختلف متناسب است، این عامل را به صورت ضریبی به نام ضریب بهرهٔ روشنایی یا ضریب بهره نوری می‌شناسند و با CU نمایش می‌دهند. ضریب بهرهٔ روشنایی، نسبت شار نوری تابیده‌شده به سطح کار (شار نوری مفید)، به کل شار نوری تولیدشده است.

## عوامل مؤثر بر ضریب بهرهٔ روشنایی
ضریب بهرهٔ روشنایی به عوامل گوناگونی بستگی دارد از جمله:
- مقدار نور جذب شده توسط خود چراغ (چراغ‌های فلورسنتی که دارای پوشش پلاستیکی هستند به علت جذب بخش قابل توجهی از نور توسط این پوشش ضریب بهرهٔ روشنایی پایین‌تری خواهند داشت)
- منحنی پخش نور چراغ (چراغ‌هایی که شعاع نور باریکتری دارند و نور را مستقیماً بدون واسطهٔ انعکاس از سطح دیوارها به سطح کار می‌تابانند ضریب بهرهٔ بیشتری دارند)
- شکل اتاق (هر چه طول و عرض اتاق نسبت به ارتفاع آن بیشتر باشد، نور بیشتری به طور مستقیم به سطح کار می‌تابد و ضریب بهرهٔ روشنایی بیشتر می‌شود)

آزمایش‌ها نشان داده‌اند که در چراغ‌های با نور مستقیم (رو به پایین) اگر طول و عرض اتاق نسبت به ارتفاع آن خیلی بزرگتر باشد، همهٔ نور چراغ به طور مستقیم به سطح کار می‌رسد و در این حالت ضریب انعکاس دیوارها از اهمیت کمی برخوردار خواهد بود چون نور زیادی به آن‌ها تابیده نمی‌شود. در مقابل در اتاق‌های کوچک ضریب انعکاس دیوارها مهم است. در چراغ‌هایی که نور غیرمستقیم دارند (نور رو به بالا)، اگر اتاق خیلی بزرگ باشد، باز هم دیوارها در انعکاس نور نقشی نخواهند داشت و نور تابیده‌شده به سطح کار کسری از نور تولیدی است که این کسر به ضریب انعکاس سقف بستگی دارد. در چراغ‌های افقی (که نور را در حدود سطح افق پخش می‌کنند) اگر اتاق به اندازهٔ کافی بزرگ باشد نیمی از نور از راه دیوار و نیمی دیگر از راه انعکاس از سقف به سطح کار می‌رسد.

## محاسبهٔ ضریب بهرهٔ روشنایی
برای محاسبهٔ دقیق ضریب بهرهٔ روشنایی لازم است شعاع‌های نوری خروجی از لامپ دنبال شوند و تعیین شود که چه مقدار از نور به طور مستقیم به سطح کار می‌تابد و چه مقدار پس از یک یا چند انعکاس به آن می‌رسد. این کار در عمل بسیار مشکل است. برای غلبه بر این مشکل مطابق روش لومن از مقادیر به دست آمده در آزمایش‌های مختلف که به صورت جداولی ارائه می‌شوند استفاده می‌کنند.

### روش استفاده از جداول
کارخانه‌های سازندهٔ چراغ‌ها ضریب روشنایی آن‌ها را به شکل جداولی ارائه می‌دهند که بر پایهٔ ابعاد فضای مورد نظر و میزان بازتاب نور از سقف ({\displaystyle \rho _{cc}})، دیوارها({\displaystyle \rho _{w}}) و کف ({\displaystyle \rho _{fc}}) می‌توان مقدار ضریب بهرهٔ روشنایی را از روی جدول بدست آورد. به جای استفادهٔ مستقیم از ابعاد در جداول یادشده معمولاً از ضریب دیگری به نام RCR استفاده می‌شود که به صورت زیر بدست می‌آید:
{\displaystyle RCR={\frac {5hr\times (L+W)}{L\times W}}}
در این رابطه
- L درازای فضای مورد نظر
- W پهنای فضای مورد نظر
- و hr ارتفاع مفید (فاصلهٔ چراغ تا سطح کار) است که خودش از رابطهٔ زیر بدست می‌آید:

{\displaystyle hr=H-(hc+hf)}
- hr ارتفاع مفید
- hc فاصلهٔ چراغ از سقف
- hf ارتفاع میز کار

امروزه بیشتر این جداول در قالب پرونده‌های رایانه‌ای توسط کارخانه‌های سازنده ارائه می‌گردند. در محاسبهٔ روشنایی معابر و فضاهای باز نیز ضریب بهره نوری تعریف می‌شود.

## واژه‌نامه
1. ↑  سرواژهٔ coefficient of utilization
2. ↑  سرواژهٔ Room Cavity Ratio به معنی ضریب کاواک اتاق است که به آن ضریب ناحیه‌ای نیز می‌گویند